# Consorcio Nacional Almadrabero
El Consorcio Nacional Almadrabero (CNA) fue un consorcio (entidad de Derecho público con presencia de empresas privadas) creado en 1928 mediante el Real Decreto de 20 de marzo de 1928 para la explotación de las almadrabas de la costa atlántica andaluza. 

## Historia
Los duques de Medina Sidonia gozaron del privilegio de monopolio sobre las almadrabas de la costa atlántica andaluza durante buena parte de la Edad Media y en la Edad Moderna, hasta la abolición de los mismos en la segunda década del siglo XIX. La titularidad de las almadrabas recayó en gremios de pescadores, aunque la incorporación de nuevas técnicas fue lenta e ineficiente durante todo el siglo XIX. En las dos primeras décadas del siglo XX hubo sin embargo un crecimiento de la industria del atún, muy vinculada al mercado italiano y en auge durante la Primera Guerra Mundial.
La creación del CNA se enmarca en la industrialización española bajo protección del Estado del primer tercio del siglo xx. El consorcio fue creado en 1928 por dicha industria, siendo Serafín Romeu Portas su primer presidente y estableciéndose su sede primero en Tarifa y posteriormente en Isla Cristina. En 1971 el Consorcio dejó de calar las almadrabas que tenía asignadas debido a la baja productividad y declaró una deuda de 200 millones de pesetas. La liquidación definitiva se firmó en la primavera de 1972.

## Almadrabas
El Consorcio gestionó durante su existencia diez almadrabas en las costas onubense y gaditana. A veces se interrumpía el calado de una almadraba y se retomaba otra por razones de productividad.
| Almadraba              | Años en funcionamiento | Capturas de atunes y atunarros | Promedio anual |
| ---------------------- | ---------------------- | ------------------------------ | -------------- |
| Reina Regente          | 1929-1936/1938-1940    | 81 623                         | 7 421          |
| Las Cabezas            | 1955-1960/1964         | 20 544                         | 2 935          |
| Nueva Umbría           | 1929-1958/1961-1963    | 270 547                        | 8 198          |
| Las Torres             | 1929-1936/1950-1957    | 55 870                         | 3 492          |
| Punta la Isla/S. Petri | 1930-1967/1969-1971    | 547 528                        | 13 354         |
| Torre de la Atalaya    | 1929-1934/1968         | 46 510                         | 6 644          |
| Ensenada Barbate       | 1929-1971              | 679 834                        | 15 810         |
| Zahara                 | 1929-1936              | 28 653                         | 3 582          |
| Los Lances (Tarifa)    | 1929-1971              | 136 895                        | 3 184          |
| Atunara                | 1951-1971              | 15 190                         | 723            |